# Miasto aniołów (film 1998)
Miasto aniołów (ang. City of Angels) – amerykański film fabularny z
1998 roku w reżyserii Brada Silberlinga. W rolach głównych wystąpili Nicolas Cage i Meg Ryan. Film jest oparty na filmie Wima Wendersa Niebo nad Berlinem, a jego akcja rozgrywa się w Los Angeles (co po hiszpańsku znaczy anioły).

## Obsada
- Nicolas Cage jako Seth
- Meg Ryan jako Maggie Rice
- Andre Braugher jako Cassiel
- Dennis Franz jako Nathaniel Messinger
- Colm Feore jako Jordan
- Robin Bartlett jako Anne
- Joanna Merlin jako Teresa Messinger
- Sarah Dampf jako Susan
- Rhonda Dotson jako mama Susan
- Nigel Gibbs jako lekarz
- Chad Lindberg jako syn Balfordów
- Kim Murphy jako córka Balfordów
- Deirdre O’Connell jako pani Balford
- Dan Desmond jako pan Balford

## Fabuła
Film jest metafizyczną przypowieścią o miłości lekarki – kardiochirurga Maggie Rice (Meg Ryan) i anioła Setha (Nicolas Cage), którego zadaniem jest zabieranie dusz zmarłych. Seth korzysta z danej mu wolnej woli, porzuca rolę anioła i przyjmuje postać ludzką, aby móc pozostać ze swoją ukochaną.

## Ścieżka muzyczna
1. If God Will Send His Angels (U2)
2. Uninvited (Alanis Morissette)
3. Red House (Jimi Hendrix)
4. Feelin' Love (Paula Cole)
5. Mama, You Got A Daughter (John Lee Hooker)
6. Angel (Sarah McLachlan)
7. Iris (Goo Goo Dolls)
8. I Grieve (Peter Gabriel – utwór sprzed wydania albumu Up)
9. I Know (Jude)
10. Further On Up The Road (Eric Clapton)
11. Angel Falls (Gabriel Yared)
12. Unfeeling Kiss (Gabriel Yared)
13. Spreading Wings (Gabriel Yared)
14. City of Angels (Gabriel Yared)